# Don't Blame Me Video
 (avril 2021).
Si vous disposez d'ouvrages ou d'articles de référence ou si vous connaissez des sites web de qualité traitant du thème abordé ici, merci de compléter l'article en donnant les références utiles à sa vérifiabilité et en les liant à la section « Notes et références ».
Albums de Ozzy Osbourne
Wicked Videos Live and Loud
Don't Blame Me, aussi connu sous le nom de Don't Blame Me: The Tales of Ozzy Osbourne, est un DVD biographie de la vie d'Ozzy Osbourne. Il fut réalisé en 1991 avant la sortie de No More Tears.